# 톰 헐
톰 헐(Tom Hull)은 미국의 음악 평론가, 웹 디자이너이자 전직 소프트웨어 개발자이다. 헐은 1970년대 중반 음악 평론가 로버트 크리스트가우의 멘토링 아래 빌리지 보이스에서 비평을 썼지만, 소프트웨어 디자인 및 엔지니어링 분야에서 경력을 쌓기 위해 떠났고, 이후 인생 수입의 대부분을 이를 통해 벌었다. 2000년대에 헐은 다시 음악 평론가로 돌아와 크리스트가우의 "컨슈머 가이드" 방식으로 빌리지 보이스에 재즈 칼럼을 썼고, 시애틀 위클리, 뉴 롤링 스톤 앨범 가이드, NPR 뮤직, 웹진 스태틱 멀티미디어에 기고했다.
헐의 재즈 중심 데이터베이스이자 블로그인 톰 헐 – 온 더 웹(Tom Hull – on the Web)은 헐이 조사한 음반에 대한 평과 정보, 책, 정치, 영화에 대한 글이 올라와 있다. 헐이 웹마스터로 만들고 유지 및 관리하는 크리스트가우의 웹사이트와 기능 및 낮은 그래픽 디자인이 유사하다.

## 교육
헐은 워싱턴 대학교 세인트루이스에 편입하기 전 위치토 주립 대학교에 다녔다.

## 추가 문헌
- Hull, Tom (2002). 〈A Rock & Roll Critic Is Something to Be〉.   Carson, Tom; Rachlis, Kit; Salamon, Jeff. 《Don't Stop 'til You Get Enough: Essays in Honor of Robert Christgau》. Nortex Press  – robertchristgau.com 경유.
- Hum, Peter (2009년 5월 27일). “A for effort (Grade inflation and jazz critics)”. 《Ottawa Citizen》. 2022년 3월 20일에 확인함.